# Turu Rizzo
Arturo Rizzo, detto Turu (Sliema, 13 marzo 1894 – Pietà, 23 maggio 1961), è stato un pallanuotista maltese.

## Biografia
Rizzo ha stabilito diversi record mondiali di resistenza nel corso della sua vita.
Ha ottenuto il suo primo record nel 1926 quando ha nuotato senza sosta per 24 ore. È stato in grado di migliorare questo record mondiale tre volte, l'ultima nel 1930 a 68 ore. Il record ha resistito per 50 anni prima di essere superato dal nipote Albert Rizzo, nel 1980.
Ai Giochi di Amsterdam 1928, parte della squadra di pallanuoto maltese che ha perso contro la Francia 16-0 nei quarti di finale, finendo quinta.
Nel 1933 Rizzo tentò di essere il primo a nuotare dalla Sicilia a Malta, ma il maltempo lo costrinse a rinunciare a tre miglia dal traguardo, quando Malta era già in vista. L'intero percorso di 54 miglia non fu completato fino al 1985 dal connazionale Nicky Farrugia.
Anche nei suoi ultimi anni, Rizzo è rimasto fedele agli sport di resistenza, quindi una volta ha fatto un'escursione di 28 ore che lo ha portato attraverso tutte le città di Malta senza sosta.
Rizzo ha lavorato come insegnante di educazione fisica al Malta Lyceum ed è considerato uno dei pionieri maltesi della terapia fisica. A lui è intitolata una strada nella città maltese di Gzira.
Nel 2004 è stato inserito nella Hall of Fame del Comitato Olimpico di Malta.